# 石井七央子
石井 七央子（いしい なおこ、7月27日 - ）は、日本の元女性声優。東京都出身。旧芸名は石井直子。

## 人物
以前はアーツビジョン、同人舎プロダクションに所属していた。
趣味はサイクリング、パン作り、作詞。

## 出演作品

### テレビアニメ
1992年
- 南国少年パプワくん（1992年 - 1993年、イトウの祖母、タンノの母、母熊、イトウのママ）
- 横山光輝 三国志

1993年
- ドンラゴン（モンスターザッキー）
- 勇者特急マイトガイン（中年女）

1994年
- それいけ!アンパンマン（中トロ奥方様〈初代〉）
- 超くせになりそう（祖師谷ふみえ）
- 勇者警察ジェイデッカー（友永亜真美、おばさん）

1995年
- 愛天使伝説ウェディングピーチ（女悪魔）
- 黄金勇者ゴルドラン（少年、客）

1996年
- こどものおもちゃ（内山田）

1997年
- 吸血姫美夕
- ゲゲゲの鬼太郎（第4作）（園子）
- 中華一番!（母親、村の女）

1998年
- センチメンタルジャーニー（婦人）
- TRIGUN（母親）
- バブルガムクライシス TOKYO 2040（1998年 - 1999年、秘書プーマ 他）
- ふしぎなメルモ（リニューアル版）（ママ、タッチ、チエコ）
- MASTERキートン（老婦人）

### OVA
1992年
- 絶愛-1989-（泉学園の先生）
- 天地無用!魎皇鬼（叔母さん）
- なにわ遊侠伝（金州房子）
- バビル2世（浩一の母）

1993年
- お洒落小僧は花マルッ
- BADBOYS（ばあや）

1994年
- GATCHMAN（スチュワーデス）

1996年
- サンクチュアリ
- ボンバーマン 勇気をありがとう 私が耳になる

1999年
- Pia♥キャロットへようこそ!!2 DX（あずさの母）

### 劇場アニメ
1994年
- Jリーグを100倍楽しく見る方法!!

### ゲーム
1995年
- 3×3EYES 〜吸精公主〜（看護婦）

1996年
- 3×3EYES 〜吸精公主〜 S（看護婦）
- 幻影闘技（マリー・フィリップス）

1997年
- 同級生2（ひかり）※セガサターン / PlayStation版
- ドラゴンナイト4（ビアンカ）
- ポケットファイター（タバサ）

1998年
- ファーランドサーガ（ルシア、エレナ）

1999年
- ジョジョの奇妙な冒険 ※PlayStation版

### ドラマCD
- 電脳天使 PC-9801版おまけCD（貴也の母）
- ここはグリーン・ウッド放送局（ナレーション、女子大生C）
- 刻の大地 コミックCDコレクション -Part.1 奇跡の花/Part.2 闇の王エスト-（ママ）
- 聖刻覇伝 ラシュオーンの嵐（シフィー・マクモ）